# Saint Louis River
St. Louis River er en flod der løber i den amerikanske delstat Minnesota. Den munder ud i Lake Superior, og er den længste flod som munder ud i søen, og det længste tilløb til Saint Lawrence. St. Louis er 288 kilometer lang, og har sit udspring ved Hoyt Lakes i Minnesota. St. Louis River har et afvandingsområde på 9.412 km². 
Den løber gennem byen Virginia hvor den giver kølevand til Virginia kraftværk. Den er også vigtig for træforædlingsindustrien mellem Virginia og Duluth. Ved tvillingbyene Duluth og Superior danner floden et stort floddelta.
Floden har givet navn til, og ligger i  St. Louis county.